# Скелі з ієрогліфами, східні схили г. Бужора
Ске́лі з ієро́гліфами, схі́дні схи́ли г. Бужо́ра — геологічна пам'ятка природи місцевого значення в Україні. Розташована в межах Рахівського району Закарпатської області, між селами Нижня Апша, Топчино і Добрік. 
Інша назва гори ― Бешикура. Також станом на 2011 рік пам'ятка в охоронному зобов'язанні фігурує з назвою «Скелі з ієрогліфами на схилі г. Бешикура». 
Площа 0,7 га. Статус надано згідно з рішенням облради 18.11.1969 року № 414, ріш. ОВК 23.10.1984 року № 253. Перебуває у віданні ДП «Великобичківське ЛМГ» (Лужанське лісництво, кв. 37). 
Статус надано з метою збереження скельного масиву на східному схилі гори Бужора (Бешикура). Скелі складені з відкладів міоценової епохи з шарами пісковиків, аргілітів та алевролітів. На поверхні скель є численні хвилеподібні знаки, що нагадують ієрогліфи.